# Грос-Шаксдорф-Зіммерсдорф
Грос-Шаксдорф-Зіммерсдорф (нім. Groß Schacksdorf-Simmersdorf) — муніципалітет в Німеччини, у землі Бранденбург .
Входить до складу району Шпрее-Найсе. Підпорядковується управлінню Деберн-Ланд. Площа — 25,11 км2. Населення становить 892 ос. (станом на 31 грудня 2020). Офіційний код - 12 0 71 153.
Офіційною мовою в населеному пункті, крім німецької, є лужицька.

## Галерея

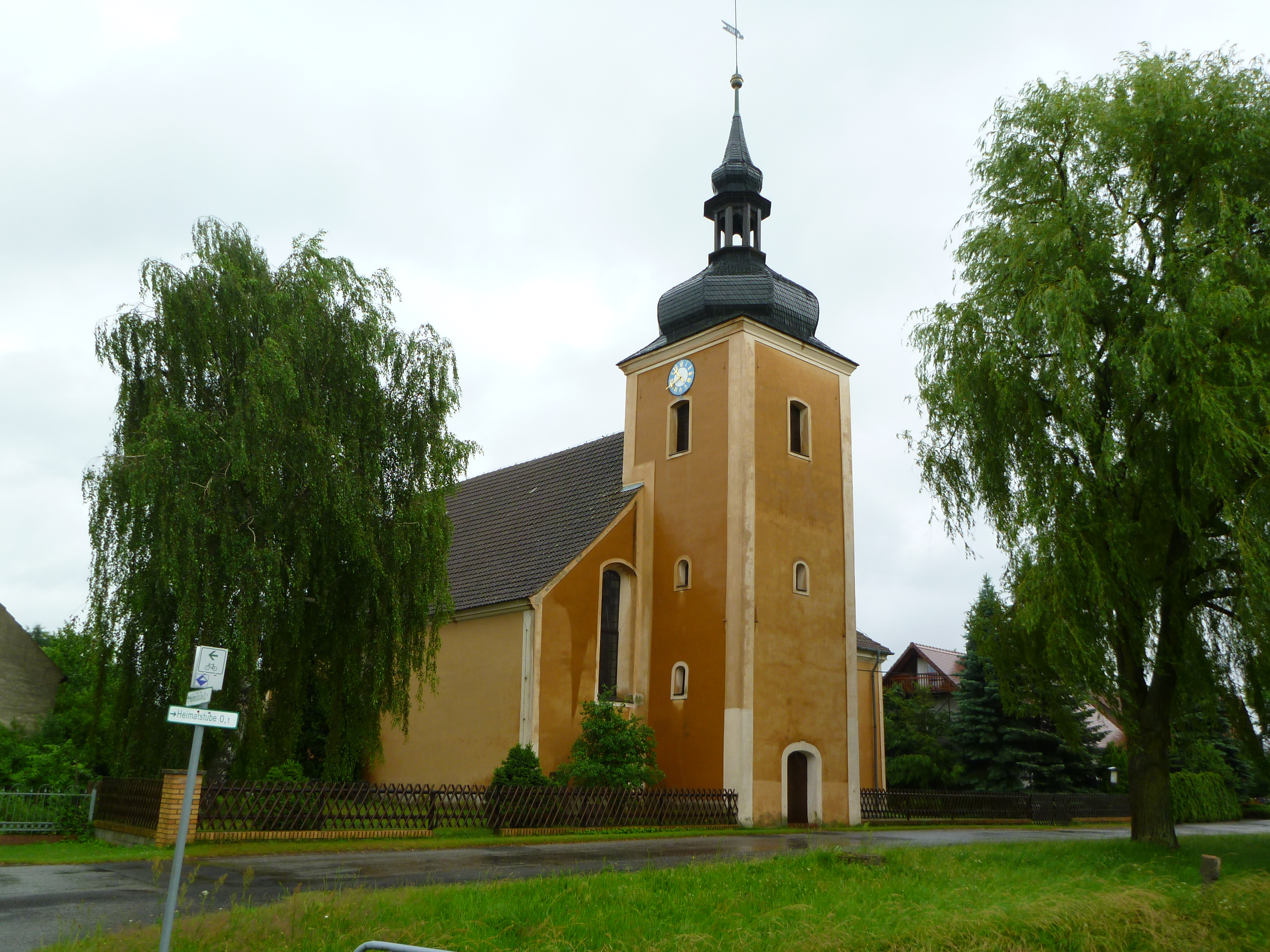